# B-Daman
B-Daman (ang. Battle B-Daman) – manga oraz wyprodukowany na jej podstawie serial anime. Artykuł dotyczy serialu anime.
Serial opowiada o chłopcu imieniem Yamato, który marzy o tym, aby być B-DaMistrzem. Do piątego roku życia Yamato był wychowywany przez koty. Później przygarnęła go May, która została jego przybraną mamą. Gdy widz poznaje Yamato, nie miał on jeszcze B-Damana.

## Bohaterowie
- Yamato Delgado – do 5 roku życia był wychowywany przez koty. Jest B-DaMistrzem po finałowej walce z Enjyu. Jego B-Damanem jest Kobaltowe Ostrze, a od 26. odcinka Kobaltowa Szabla.
- Gray Michael Vincent – ma siostrę Rienę, która przedtem walczyła po stronie Przymierza Cienia. Jego B-Damanem jest Czarny Wiatr, a od 34. odcinka Czarny Jastrząb.
- Bull Borgnine – Bull jest dziwnym chłopcem, dlatego że gdy widzi Yamato podczas walki, zmienia się nie do poznania. Jest wtedy złośliwy i arogancki. Chce ukraść Kobaltowe Ostrze. Jego B-Damanem jest Słoneczna Fala, a od 48. odcinka Pieszczoszek Armady.
- Terry McScotty – najlepszy przyjaciel Yamato. Jego B-Damanem jest Srebrny Ninja, a od 42. odcinka Srebrny Miecz.
- Mie Delgado – jest przyszywaną mamą Yamato. Ma swoją restaurację.
- Armada – jest B-DaMistrzem, który stworzył system B-Daman Zero, Kobaltowe Ostrze i Lśniący Łuk, który ukradł mu Enjyu. Jest kotem.
- Enjyu (czyt. Andżu) – najpotężniejszy członek Przymierza Cienia. Jego B-Damanem jest Lśniący Łuk, a od 29. odcinka Płonący Łuk.
- Wen Yong Fa – jest bratem Li. Na początku razem ze swoim bratem należał do Przymierza, ale Yamato przeciągnął ich na dobrą stronę. Jego B-Damanem jest błękitny smok Bakuso, a od 38. odcinka Król Bakuso.
- Li Yong Fa – jest bratem Wena. Należał tak jak Wen do Przymierza Cienia, ale Yamato przeciągnął ich na dobrą stronę. Jego B-Damanem jest czerwony smok Rekuso, a od 38. odcinka Król Rekuso. W odcinku 44. Li wrócił do Przymierza Cienia, aby pomóc Enjyu pokonać Marda B.

## B-Damany
- Yamato – Kobaltowe Ostrze; od 26. odcinka Yamato ma nowego B-Damana, nazywa się Kobaltowa Szabla.
- Gray – Czarny Wiatr; w 34. odcinku Gray otrzymuje nowego B-Damana, który zwie się Czarny Jastrząb.
- Terry – Srebrny Ninja; od 42. odcinka ma nowego B-Damana, którego nazwał Srebrny Miecz.
- Bull – Słoneczna Fala; w 48. odcinku otrzymał od Armady B-Damana, zwanego Pieszczoszek Armady.
- Enjyu – Lśniący Łuk; od 29. odcinka Enjyu ma udoskonalonego B-Damana, który nazywa się Płonący Łuk.
- Cain – Skrzydlaty Rycerz, od 25. odcinka po tym, jak zniszczył B-Damana, zastąpił go nowym, który zwie się Czarny Rycerz. Wkrótce i tego B-Damana zamienił. Nazywa się Lord Kawalerii.
- Slay – Giga Tarcza nie dostaje on nowego B-Damana, ponieważ jest on strażnikiem super pięcioboju.
- Wen – Bakuso; od 38. odcinka ma udoskonalonego B-Damana, nazywa się on Król Bakuso.
- Li – Rekuso; od 38. odcinka ma udoskonalonego B-Damana, który nazywa się Król Rekuso

Wen i Li potrafią połączyć Bakuso i Rekuso w jednego, potężnego BakuRekuso. W 39. odcinku łączą swoje nowe B-Damany, w Króla BakuRekuso.

## Turniej Zwycięzców
Najważniejszym wątkiem w pierwszej serii jest Turniej Zwycięzców – starcie 16 B-DaGraczy. Oto przebieg turnieju:
- eliminacje
- pierwsza seria walk:

Yamato kontra Bull (wygrał Yamato)
Terry kontra Li (wygrał Terry)
Berkhart kontra Enjyu (wygrał Enjyu)
- przerwa w turnieju
- druga seria walk:

Yamato kontra Gray (wygrał Yamato)
Terry kontra Sigma (wygrał Sigma, a raczej Riena – ang. Liena)
(poza turniejem: po walce Terry-Sigma, Yamato, Gray, Terry i Bull odkryli i zniszczyli bazę szkoleniową Przymierza Cienia)
- półfinały:

Yamato kontra Riena (zamiast Rieny grał Gray – wygrał Yamato)
Enjyu kontra Wen (wygrał Enjyu)
- finał:

Yamato kontra Enjyu (wygrał Yamato)
Zwycięzcą Turnieju Zwycięzców został Yamato (który do tego zniszczył bazę szkoleniową Przymierza Cienia, uwolnił Rienę i przeciągnął na swoją stronę trzech członków Przymierza)

## Gry
1. Bezpośrednie starcie.
2. Sześć Ścian znane jako walka o jedzenie.
3. Inwazja B-Damanów chodzi o to żeby przepchnąć B-Dakulami krążek za linie przeciwnika.
4. Poziom Lwa trzeba przestrzelić 5 B-Dakul na koniec B-Daplanszy w kształcie L.
5. Poziom Smoka chodzi o przestrzelenie B-Dakulami jak największej ilości B-Dakul linie przeciwnika.
6. Poziom Tarczy trzeba walnąć B-Dakulami w poprzeczkę tak, aby się zakręciła i zbiła figurki.
7. Poziom Miecza Bezpośrednie starcie, kto wygra 2 rundy, które trwają 30 sekund, wygrywa.

## Wersja polska
Opracowanie i udźwiękowienie wersji polskiej: Studio Sonica

Reżyseria: Miriam Aleksandrowicz

Dialogi polskie: Joanna Kuryłko

Dźwięk i montaż:
- Ilona Czech-Kłoczewska (odc. 1-26),
- Jacek Osławski (odc. 27-41),
- Agnieszka Stankowska (odc. 42-52)

Organizacja produkcji:
- Elżbieta Kręciejewska (odc. 1-26),
- Karina Kotlarczyk (odc. 27-41),
- Aleksandra Dobrowolska (odc. 42-52)

Wystąpili:
- Elżbieta Futera-Jędrzejewska – Yamato
- Dorota Kawęcka – B-DaMiss
- Janusz Wituch –
  - Gray,
  - Cain (w odcinku 19.)
- Katarzyna Traczyńska – May
- Jacek Rozenek – Li
- Tomasz Bednarek –
  - Wen,
  - Joe
- Brygida Turowska – Terry
- Aleksander Wysocki – Armada
- Mateusz Damięcki – Vinnie B.
- Anna Sroka – Berkhart
- Modest Ruciński – Sly
- Karolina Nowakowska – Karat
- Wojciech Szymański – Watt
- Anna Apostolakis –
  - Miaumigos,
  - Bull
- Jacek Kopczyński – Bull
- Jarosław Domin – Waleczna Wrona
- Andrzej Hausner – Enjyu
- Jacek Czyż – Ababa
- Katarzyna Łaska – Assado
- Łukasz Lewandowski – Joshua
- Leszek Zduń – Cain (poza odcinkiem 19.)
- Tomasz Błasiak – Biars
- Joanna Węgrzynowska –
  - Kappa,
  - Mysz

oraz
- Tomasz Jarosz
- Klaudiusz Kaufmann
- Katarzyna Tatarak
- Magdalena Karel
- Jan Aleksandrowicz

## Odcinki
- Premiery w Polsce:
  - w telewizji Cartoon Network w bloku Toonami – I seria – 3 października 2005 roku, II seria – 6 lutego 2006 roku, w telewizji Polsat – I i II seria – 4 stycznia 2006 roku.
- 6 maja 2007 roku serial został wyemitowany w Cartoon Network po raz ostatni. Na TV Polsat premierowa emisja zakończyła się 30 czerwca 2006 roku. Serial powrócił do Polsatu 4 lipca 2009, wyemitowano 10 odcinków do 29 sierpnia 2009 roku, po czym emisję zawieszono.

### Spis odcinków
| Premiera odcinka | Nr | Polski tytuł                                 | Angielski tytuł                         |
| ---------------- | -- | -------------------------------------------- | --------------------------------------- |
|                  |    |                                              |                                         |
| SERIA PIERWSZA   |    |                                              |                                         |
|                  |    |                                              |                                         |
| 03.10.2005       | 01 | Kobaltowe Ostrze                             | Cobalt Blade                            |
|                  |    |                                              |                                         |
| 04.10.2005       | 02 | Wzgórze B-DaBitwy                            | B-DaBattle Mountain                     |
|                  |    |                                              |                                         |
| 05.10.2005       | 03 | Powód do dumy                                | Something To Crow About                 |
|                  |    |                                              |                                         |
| 06.10.2005       | 04 | Witam chłodno                                | Ice To Meet You                         |
|                  |    |                                              |                                         |
| 07.10.2005       | 05 | Zdrajca Gray                                 | Gray And The Blues                      |
|                  |    |                                              |                                         |
| 10.10.2005       | 06 | Yamato, Terry i wielka przygoda              | Yamato & Terry’s Excellent Adventure    |
|                  |    |                                              |                                         |
| 11.10.2005       | 07 | Garść B-DaKul                                | A Fistfull Of B-DaBalls                 |
|                  |    |                                              |                                         |
| 12.10.2005       | 08 | Yamato kontra Zamaskowany Twardziel          | Yamato Vs. The Masked Marble            |
|                  |    |                                              |                                         |
| 13.10.2005       | 09 | Przewaga Bulla                               | The Bull Supermacy                      |
|                  |    |                                              |                                         |
| 14.10.2005       | 10 | Tożsamość Bulla                              | The Bull Identity                       |
|                  |    |                                              |                                         |
| 17.10.2005       | 11 | Małpi interes                                | Monkey Business                         |
|                  |    |                                              |                                         |
| 18.10.2005       | 12 | Inwazja B-DaPorywaczy                        | Invasion Of The B-DaSnatchers           |
|                  |    |                                              |                                         |
| 19.10.2005       | 13 | Świńska furia                                | Hog Wild                                |
|                  |    |                                              |                                         |
| 20.10.2005       | 14 | Od czego ma się przyjaciół                   | That’s What Friends Are For             |
|                  |    |                                              |                                         |
| 21.10.2005       | 15 | Dobry, zły i B-DaGracz                       | The Good, The Bad And The B-DaPlayer    |
|                  |    |                                              |                                         |
| 24.10.2005       | 16 | Wielki głód                                  | Everybody’s Got A Hungry Heart          |
|                  |    |                                              |                                         |
| 25.10.2005       | 17 | Lekcja gotowania                             | There’s B-DaBattle In My Soup           |
|                  |    |                                              |                                         |
| 26.10.2005       | 18 | Sprawa Karat                                 | The Karat Question                      |
|                  |    |                                              |                                         |
| 27.10.2005       | 19 | Na co czeka Watt?                            | Watt Are You Waiting For?               |
|                  |    |                                              |                                         |
| 28.10.2005       | 20 | Z niewielką pomocą przyjaciół                | With A Little Help From My Friends      |
|                  |    |                                              |                                         |
| 31.10.2005       | 21 | Wielkie Kule B-DaOgnia                       | Great B-DaBalls Of Fire                 |
|                  |    |                                              |                                         |
| 01.11.2005       | 22 | Szybcy i potężni                             | The Rapid And The Powerful              |
|                  |    |                                              |                                         |
| 02.11.2005       | 23 | Kto jest kim?                                | Who’s Who?                              |
|                  |    |                                              |                                         |
| 03.11.2005       | 24 | Siostra w przebraniu                         | Twisted Sister Act                      |
|                  |    |                                              |                                         |
| 04.11.2005       | 25 | To nie B-Daman, to moja siostra              | That’s No B-Daman, That’s My Sister     |
|                  |    |                                              |                                         |
| 07.11.2005       | 26 | Kobaltowa Szabla                             | Cobalt Saber                            |
|                  |    |                                              |                                         |
| SERIA DRUGA      |    |                                              |                                         |
|                  |    |                                              |                                         |
| 06.02.2006       | 27 | Za garść B-DaKul więcej                      | For A Few B-DaBalls More                |
|                  |    |                                              |                                         |
| 07.02.2006       | 28 | Gra o wysoką stawkę                          | High Stakes                             |
|                  |    |                                              |                                         |
| 08.02.2006       | 29 | Śpiesz się powoli                            | Hurry Up And Wait                       |
|                  |    |                                              |                                         |
| 09.02.2006       | 30 | Wszystko o Enjyu                             | All About Enjyu                         |
|                  |    |                                              |                                         |
| 10.02.2006       | 31 | A zwycięzcą jest…                            | And the Winner Is…                      |
|                  |    |                                              |                                         |
| 13.02.2006       | 32 | Powrót B-DaGracza                            | The Return Of The B-DaPlayer            |
|                  |    |                                              |                                         |
| 14.02.2006       | 33 | Rozjuszony Bull                              | Enraging Bull                           |
|                  |    |                                              |                                         |
| 15.02.2006       | 34 | Buntownik bez B-Damana                       | Rebel Without A B-Daman                 |
|                  |    |                                              |                                         |
| 16.02.2006       | 35 | Dobry, zły i B-Daman                         | The Good, The Bad And The B-Daman       |
|                  |    |                                              |                                         |
| 17.02.2006       | 36 | Yamato kontra Zamaskowany Twardziel, część 2 | Yamato Versus The Masked Marble, Part 2 |
|                  |    |                                              |                                         |
| 20.02.2006       | 37 | W jaskini lwa                                | The Lion’s Den                          |
|                  |    |                                              |                                         |
| 21.02.2006       | 38 | Walka o jedzenie                             | Food Fight                              |
|                  |    |                                              |                                         |
| 22.02.2006       | 39 | B-DaWicher zmian                             | The B-DaWinds Of Change                 |
|                  |    |                                              |                                         |
| 23.02.2006       | 40 | Przez wzburzone wody                         | Over Troubled Water                     |
|                  |    |                                              |                                         |
| 24.02.2006       | 41 | Zwą mnie Yamato                              | They Call Me Yamato                     |
|                  |    |                                              |                                         |
| 20.03.2006       | 42 | Jezioro B-Daman                              | Lake B-Daman                            |
|                  |    |                                              |                                         |
| 21.03.2006       | 43 | Mając takich przyjaciół                      | With Friends Like These                 |
|                  |    |                                              |                                         |
| 22.03.2006       | 44 | Witaj w Nowym Przymierzu Cienia              | Meet The Neo Shadow Alliance            |
|                  |    |                                              |                                         |
| 23.03.2006       | 45 | B-DaPrzełom                                  | B-DaBreakdown                           |
| 24.03.2006       | 46 | B-DaPrzełom                                  | B-DaBreakdown                           |
|                  |    |                                              |                                         |
| 27.03.2006       | 47 | Jasne światła Neonowego Miasta               | Bright Lights, Neon City                |
|                  |    |                                              |                                         |
| 28.03.2006       | 48 | Wszyscy chcą rządzić B-DaŚwiatem             | Everybody Wants To Rule The B-DaWorld   |
|                  |    |                                              |                                         |
| 29.03.2006       | 49 | W jaskini Nowego Przymierza Cienia           | Into The Neo Shadow Den                 |
|                  |    |                                              |                                         |
| 30.03.2006       | 50 | Najdłuższa B-DaWalka                         | The Longest B-DaBattle                  |
|                  |    |                                              |                                         |
| 31.03.2006       | 51 | B-DaSztorm                                   | B-DaStorm                               |
|                  |    |                                              |                                         |
| 03.04.2006       | 52 | W poszukiwaniu wielkości                     | In Search Of Greatness                  |
|                  |    |                                              |                                         |